# Kowrowiec
Kowrowiec (ros. Ковровец), poprzednio Nawodczik i Kurskij Komsomolec – trałowiec morski projektu 266M (w kodzie NATO: Natya) Marynarki Wojennej Rosji. Wszedł do służby w 1974 roku, służył we Flocie Czarnomorskiej, początkowo marynarki wojennej ZSRR, a następnie Rosji, pod nazwą „Nawodczik”, przejściowo „Kurskij Komsomolec”, a od 1994 roku „Kowrowiec”. W służbie rosyjskiej nosił numer burtowy 913.

## Budowa i opis
Okręt należał do licznej serii radzieckich trałowców morskich projektu 266M (typu Akwamarin, w kodzie NATO: Natya). Jak większość okrętów tej serii, zbudowany został w Stoczni Średnio-Newskiej (Sriednie-Niewskij Sudostroitielnyj Zawod) w Leningradzie, pod numerem budowy 929. Trałowce tego typu stanowiły podstawowy typ morskich trałowców pod koniec istnienia ZSRR i przeznaczone były do poszukiwania i niszczenia min w dalszej i bliższej strefie morskiej, osłony konwojów i operacji desantowych oraz służby patrolowej.
Trałowce projektu 266M, budowane od 1970 roku, stanowiły dalsze rozwinięcie okrętów projektu 266 z lat 60. i zaliczały się do trzeciego pokolenia radzieckich powojennych trałowców. W stosunku do projektu 266 zwiększono rozmiary kadłuba i zastosowano nowsze wyposażenie, w tym nowy trał elektromagnetyczny TEM-4 i holowaną telewizyjno-laserową platformę do wykrywania i niszczenia min dennych KIU-3.
Wyporność standardowa okrętów wynosiła 745 ton, a pełna 800 ton (podawane też są inne dane). Obecnie marynarka podaje wyporność 873 tony. Długość okrętów wynosi 61 m, a szerokość 10,2 m. Średnie zanurzenie wynosiło 2,9 m, podawana jest też wartość zanurzenia 3,5 m. Kadłub wykonany jest ze stali małomagnetycznej. Załogę stanowiło 68 ludzi, w tym 6 oficerów.
Napęd stanowiły dwa silniki wysokoprężne M-503M o mocy łącznej 5000 KM, napędzające dwie śruby. Prędkość maksymalna wynosiła 16,5 węzła, a ekonomiczna 12 w. Zasięg przy prędkości ekonomicznej 12 w wynosił 2000 mil morskich, a według innych źródeł 2700 Mm. Maksymalny zapas paliwa wynosił 80 ton, a normalny 48 ton.
Uzbrojenie obronne stanowiły cztery armaty przeciwlotnicze kalibru 30 mm w dwóch dwulufowych wieżach AK-230M, kierowanych radarem MR-104 Rys′, z zapasem 4200 nabojów. Umieszczone były na dziobie oraz na końcu śródokręcia – na skraju wydłużonego pokładu dziobowego. Uzupełniały je cztery armaty plot. kalibru 25 mm 2M-3M w dwóch odkrytych dwulufowych wieżach po obu stronach komina. Obronę przeciwlotniczą dopełniała dwuprowadnicowa wyrzutnia samonaprowadzających się na podczerwień pocisków przeciwlotniczych bliskiego zasięgu Strieła-3 lub nowszych Igła-1, z 20 pociskami (według innych źródeł, dwie czteroprowadnicowe wyrzutnie starszych Strieła 2).
Broń podwodną stanowiły dwie pięcioprowadnicowe wyrzutnie rakietowych bomb głębinowych RBU-1200 kalibru 250 mm z 30 bombami RGB-12. Okręty mogły przenosić i stawiać 8 min UDM, a według innych źródeł 7 min KMD-1000. Według części źródeł mogły też zabierać maksymalnie do 32 bomb głębinowych BB1 w przypadku zadań zwalczania okrętów podwodnych.
Okręty posiadały komplet trałów do niszczenia różnych rodzajów min: trał kontaktowy GKT-2, trał akustyczny AT-3 i trał elektromagnetyczny TEM-3M lub TEM-4. Wyposażenie ponadto stanowił kompleks KIU-3 do wykrywania i niszczenia min dennych, obejmujący holowaną platformę telewizyjno-laserową do wykrywania min i holowany pojazd z bombami do ich niszczenia.
Okręty były wyposażone w stację hydrolokacyjną do wykrywania min MG-89, stację hydrolokacyjną MG-35 i radar nawigacyjny Don-2. Wyposażenie stanowiły ponadto: stacja rozpoznania radiotechnicznego Bizan′-4B, stacja zakłóceń aktywnych Tiulpan i system identyfikacyjny Nichrom.

## Służba

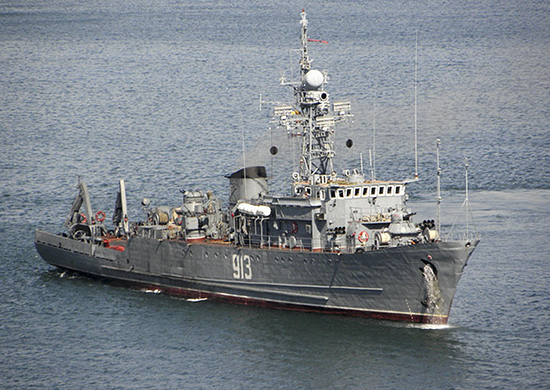
„Kowrowiec”

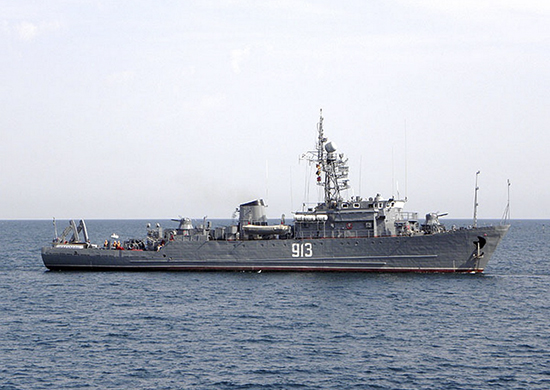
„Kowrowiec” ok. 2017 roku

Okręt wszedł do służby w radzieckiej Flocie Czarnomorskiej 8 listopada 1974 roku pod nazwą „Nawodczik” (Наводчик – pol. celowniczy). Od lipca 1982 roku nosił nazwę: „Kurskij Komsomolec” (Курский комсомолец – Kurski komsomolec).   Wchodził w skład 418. Dywizjonu Trałowców. W końcowym okresie zimnej wojny ochraniał radzieckie statki-przetwórnie rybne na Atlantyku i u wybrzeży Afryki Zachodniej. W 1987 i 1988, podczas „wojny tankowców”, operował na Zatoce Perskiej, zabezpieczając konwoje radzieckich statków na akwenach z zagrożeniem minowym. Pierwsza misja trwała 196 dób i podczas niej przeprowadził 16 konwojów z 27 statkami, a w 1988 roku przeprowadził 32 statki.
Po rozpadzie ZSRR, Flota Czarnomorska przez pewien czas wchodziła w skład Sił Zbrojnych Wspólnoty Niepodległych Państw i dopiero w 1997 roku Rosja i Ukraina zawarły ostateczne porozumienie o podziale tej floty. W związku z likwidacją Komsomołu, 15 lutego 1992 roku okręt powrócił do nazwy „Nawodczik” (według innych źródeł, 18 marca tego roku). W 1994 roku został przemianowany na „Kowrowiec” (Ковровец), od miasta Kowrowa. Trałowiec został przejęty po podziale Floty Czarnomorskiej przez Rosję. Nosił numer burtowy 913.
W latach 2006–2007 okręt był remontowany w Sewastopolu. W lutym 2016 roku „Kowrowiec” wyszedł na Morze Śródziemne i został skierowany na wody Syrii w związku z obawą użycia min przez bojowników tzw. Państwa Islamskiego. 
Okręt wypełniał nadal zadania w składzie stałego zespołu rosyjskich okrętów na Morzu Śródziemnym od stycznia do początku maja 2017 roku (zastępując „Iwana Gołubca”) i od lipca 2019 roku (zastępując „Wice-admirała Zacharjina”).
Podczas inwazji Rosji na Ukrainę, strona ukraińska doniosła o zniszczeniu okrętu w nocy 18/19 maja 2024 roku. Według nieoficjalnych informacji, miało to nastąpić na skutek ataku rakietami ATACMS na port w Sewastopolu. Brak jest obiektywnego potwierdzenia zatopienia trałowca, natomiast nieoficjalnie informacje wskazują na zatopienie korwety rakietowej „Cykłon”.